# Alena Bartošová
Alena Bartošová (* 17. září 1944 Pipice) je bývalá československá běžkyně na lyžích.

## Lyžařská kariéra
Na XI. ZOH v Sapporu 1972 skončila v běhu na lyžích na 5 km na 16. místě, na 10 km na 27. místě a ve štafetě na 3x5 km na 6. místě. Na XII. ZOH v Innsbrucku 1976 skončila v běhu na lyžích na 10 km na 35. místě a ve štafetě na 3x5 km na 6. místě. Na mistrovství světa ve Falunu 1974 skončila ve štafetě na 3. místě.